# Enoplognatha robusta
Enoplognatha robusta är en spindelart som beskrevs av Tamerlan Thorell 1878. Enoplognatha robusta ingår i släktet Enoplognatha och familjen klotspindlar.
Artens utbredningsområde är Myanmar. Inga underarter finns listade i Catalogue of Life.